# 杰·福尔曼
杰·福尔曼（英語：Jay Foreman；1984年10月4日—），英国YouTuber 、创作歌手和喜剧演员。他于2006年4月创建了自己的YouTube频道。他曾在愛丁堡國際藝穗節上表演节目。